# Franz Wüllner (Komponist)

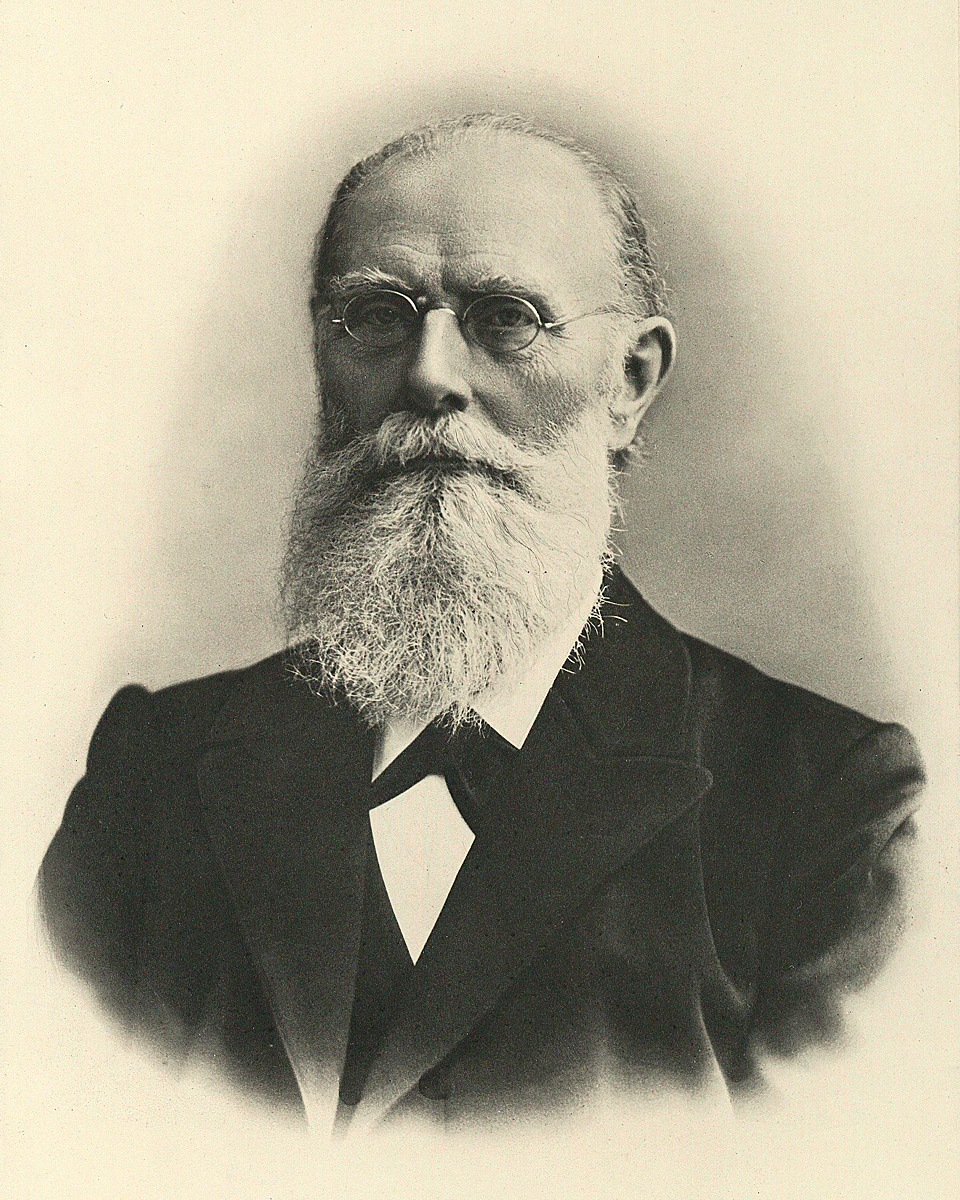
Franz Wüllner

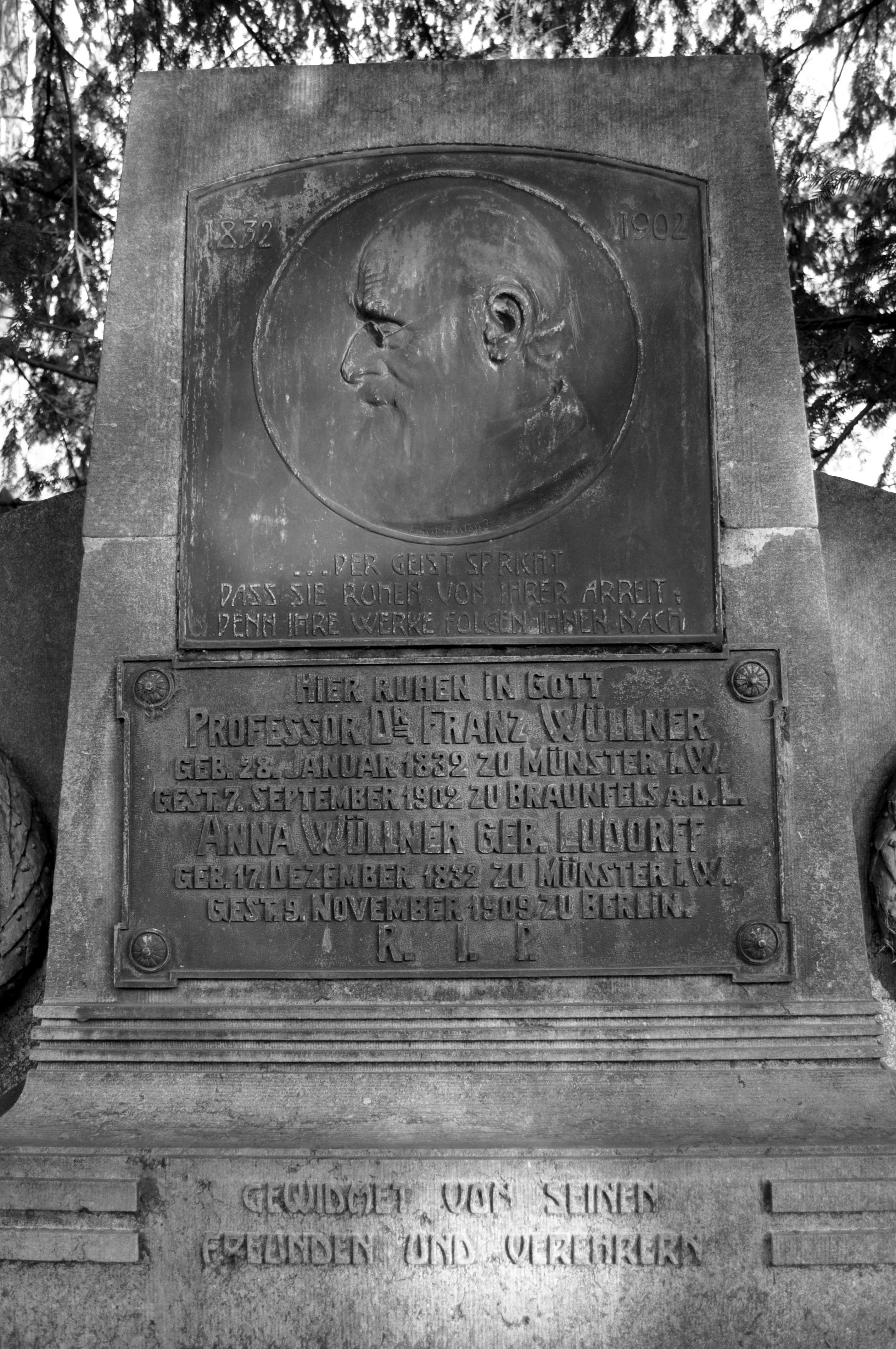
Franz Wüllner Grabstätte

Christoph Adolph Franz Maria Wüllner (* 28. Januar 1832 in Münster; † 7. September 1902 in Braunfels) war ein deutscher Komponist, Dirigent und Professor.

## Leben
Sein Vater war der gleichnamige Philologe und Lehrer Franz Wüllner. Während seiner Kindheit in Düsseldorf erhielt er bereits früh Violin- und Klavierunterricht. Einer seiner Lehrer in dieser Zeit war Anton Felix Schindler, der einen prägenden Einfluss auf ihn hatte.
In der Zeit von 1850 bis 1854 unternahm Wüllner ausgedehnte Konzertreisen als Pianist, gleichzeitig neben Studien in Köln, Brüssel, Berlin und Leipzig. Hauptinhalt seiner Vorträge waren hierbei die Klaviersonaten von Ludwig van Beethoven. Bei dieser Gelegenheit begegnete er Johannes Brahms, mit dem ihn fortan eine lebenslange Freundschaft verband. Wichtige Anregungen verdankte Wüllner auch dem Kontakt zu Joseph Joachim, Ignaz Moscheles, Otto Jahn, Ferdinand David und Moritz Hauptmann.
1854 kam er nach München, zuerst als privater Klavierlehrer und als begehrter Pianist (im März spielte er Beethovens Klavierkonzert G-Dur in einem Konzert der Musikalischen Akademie und Ende 1855 drei Triosoireen mit den beiden Konzertmeistern des Hoforchesters). 1856 kam es zu einer ersten kurzen Anstellung als Klavierlehrer am Konservatorium.
1858 ging er als Städtischer Musikdirektor zum Theater Aachen und leitete dort bis 1865 das Sinfonieorchester Aachen.
Danach ging er zurück nach München, um die Leitung der Kirchenmusik der Allerheiligen-Hofkirche zu übernehmen. Ab 1866 leitete er zudem die Königliche Vokalkapelle und ab 1869 auch die Musikalische Akademie. Auf Anordnung Ludwig II. und gegen den Willen Richard Wagners dirigierte Wüllner 1869/1870 die Uraufführungen der Werke Das Rheingold und Die Walküre am Nationaltheater München. Von 1871 bis 1877 war Wüllner, gemeinsam mit Josef Gabriel Rheinberger, Inspektor der Königlich bayerischen Musikschule. Dort richtete er Chor- und Orchesterklassen ein und leitete deren Konzerte. Seine „Chorübungen der Münchener Musikschule“ wirkten bis weit in das 20. Jahrhundert hinein. 1871 wurde er zum Ersten Hofkapellmeister ernannt. Als Hermann Levi 1873 als Erster Hofkapellmeister nach München berufen wurde, wurde Wüllner in mehreren seiner zahlreichen Arbeitsfelder entlastet. Dabei schaukelten sich Kompetenzstreitigkeiten hoch. 1877 gab Wüllner auf und demissionierte.
Ab 1877 wirkte er in Dresden als Professor, Leiter des Konservatoriums und Hofkapellmeister.
Durch Intrigen in seiner Arbeit behindert, wechselte er nach Berlin. Dort dirigierte er die Philharmonischen Konzerte und war – wie vor ihm schon Meyerbeer, Lortzing und andere namhafte Künstler – Chorsänger in der Sing-Akademie.
1884 übernahm er auf Empfehlung von Brahms die Leitung des Kölner Konservatoriums als Nachfolger von Ferdinand Hiller. Er zeichnete für die Umwandlung des Gürzenich-Orchesters in ein Städtisches Orchester verantwortlich und prägte das Musikleben der folgenden zwei Jahrzehnte wesentlich. Zwischen 1864 und 1898 war Wüllner siebenmal verantwortlicher Festspielleiter der Niederrheinischen Musikfeste in Aachen, Düsseldorf und Köln. 1891 wurde er zum assoziierten Mitglied der Académie royale des Sciences, des Lettres et des Beaux-Arts de Belgique gewählt.
1900 begründete Franz Wüllner gemeinsam mit dem Musikwissenschaftler Hermann Kretzschmar, dem Inhaber des Verlags Breitkopf & Härtel Oskar von Hase, Martin Blumner, Siegfried Ochs, Joseph Joachim und dem Thomaskantor Gustav Schreck die Neue Bachgesellschaft.
Franz Wüllner war der Vater des Sängers, Schauspielers und Rezitators Ludwig Wüllner (1858–1938). Er war verheiratet mit Anna Ludorff (1832–1909). Die Grabstätte der Eheleute befindet sich auf dem Kölner Friedhof Melaten (Flur 82).

## Bedeutung als Komponist
Als Komponist schuf Franz Wüllner Klavier- und Kammermusik sowie viele Vokalwerke. Er gilt als Vertreter der deutschen Hochromantik und als Förderer vieler junger Komponisten, stellvertretend sei hier Richard Strauss genannt. Strauss widmete Wüllner 1884 eine Vertonung des Goethe-Gedichts Wandrers Sturmlied für Chor und Orchester.

## Ehrungen
Franz Wüllner gehörte zu den Ehrenmitgliedern des Tonkünstler-Vereins zu Dresden.
In Aachen, München, Münster und im Kölner Stadtbezirk Lindenthal wurde das Wirken von Franz Wüllner mit der Benennung einer Straße geehrt.

## Werke

### Instrumentalwerke
- Trio für Pianoforte, Violin & Violoncell, op. 9, B. Schott’s Söhne, Mainz 1861
- Variationen über ein altdeutsches Volkslied op. 24 (1862) für Klavier zu vier Händen
- Violinsonate e-Moll op. 30 (1871)
- Variationen über ein Thema von Franz Schubert op. 39 für Violoncello und Klavier (1875)

### Chorwerke
- Messe Nr.1 op. 20 für 4-stimmig gem. Chor und 4 Solo-Stimmen (1865)
- Miserere op. 26 für Doppel-Chor und Soli a cappella (1867)
- Messe Nr. 2 op. 29 für 4-stimmig gem. Chor und 4 Solo-Stimmen (1868)
- Deutscher Siegesgesang für 4-stimmigen Männerchor und Orchester, op. 32 (1871)
- Drei Motetten zum Gebrauch in Concert und Kirche op. 42 für 4-stimmig gem. Chor (1889/90)
- Stabat Mater op. 45 für 8-stimmig gem. Chor (1886)
- Drei Motetten (Gradualien) zum Gebrauche in Kirche und Konzert op. 47 für 4-5-stimmig gem. Chor (1887?)
- Abendgesang op. 52 für 6-stimmig gem. Chor oder 6-stimmigen Männerchor (1892)
- Te Deum op. 50 für 4-8 stimmigen gem. Chor und großes Orchester (1888)

### Tonträger
- Violinsonate e-Moll op. 30 (Suyoen Kim, Violine, Tobias Bredohl, Klavier); Variationen über ein altdeutsches Volkslied op. 24 (Alina Kabanova und Tobias Bredohl, Klavier); Variationen über ein Thema von Franz Schubert op. 39 (Konstantin Manaev, Violoncello, Ekatherina Titova, Klavier). Dohr DCD020 (Köln 2003) (Walter Grimmer, Violoncello, Stefan Fahrni, Klavier). Accord CD206912 (Zürich 1998)

## Schüler (Auswahl)
- Ernestine Schumann-Heink
- Karl Freiherr von Kaskel